# 三浦りさ子
三浦 りさ子（みうら りさこ、戸籍名：三浦 理佐子〈読み同じ〉/旧姓：設楽〈したら〉、旧芸名：設楽 りさ子〈したら りさこ〉、1968年1月13日 - ）は、日本で活動する1980年代後半以降のタレント、ファッションモデル。

## 人物
アメリカ・ニューヨーク州生まれ。ドイツ・デュッセルドルフ、神奈川県藤沢市育ち。実家だった場所のすぐ近くにある湘南学園小学校、湘南学園中学校・高等学校（高校時代はバレーボール部で活躍）を経て、玉川大学文学部教育学科保健体育専攻を卒業。
夫は三浦知良（プロサッカー選手）で、二児の母でもある。長男の三浦獠太は、2019年に俳優デビュー（2020年6月より芸能事務所「トップコート」に所属）。次男は格闘家の三浦孝太。義兄は元サッカー選手の三浦泰年。
父は神奈川県立湘南高等学校から早稲田大学理工学部応用化学科を卒業し、三菱商事の鉄鋼部門担当常務取締役、財務担当専務取締役を経て三菱マテリアル系米国法人の社長を務めた経済同友会会員の財界人。母は学習院女子短期大学出身。叔父はセレクトショップ・ビームスの設楽洋社長。いとこにはキーコーヒーの代表取締役社長である柴田裕がおり、その縁もあって長年、三浦りさ子がキーコーヒーのCMキャラクターに起用されていた、また三浦りさ子がキーコーヒーとコラボレーションした商品も過去にいくつか販売している。

## 略歴
大学進学直後の1986年JALの沖縄キャンペーンガールでデビュー。ファッション雑誌『JJ』の専属モデルとして大学在学中より活動、現在は『JJ』で育った若ママ向け雑誌『VERY』で活躍中。
夫である三浦知良は、彼女の水着写真のグラビアが掲載された『週刊現代』を見て一目惚れし、ブラジル時代の自室にポスターを貼っていた。この週刊現代の記事中に記載されていたプロフィールから、玉川大在籍である事を知り、三浦の友人の姉が設楽の同級生だった縁で、電話番号を入手する。幾たびも国際電話をかけて猛アタックをしたという。そして一時帰国の際に会う約束を取り付け、一緒に写真を撮ったのが馴れ初めである（ブラジルの友人に、一緒に写真を撮るまで絶対にブラジルには戻らないと宣言していた）。
1993年8月1日、目黒区内のサレジオ教会にて結婚。挙式では、日本テレビの歌番組『夜も一生けんめい。』で共演した逸見政孝と高田純次が司会を務めた。また、媒酌人は当時・夫がキャプテン在任中のヴェルディ川崎（現・東京ヴェルディ）を運営する読売グループのドン、渡邉恒雄夫妻。披露宴では、交友関係の広い夫の友人知人が多く出席。サザンオールスターズの生演奏や、ボクシング好きの夫の関係でモハメド・アリの元代理人も出席、2時間半にも及ぶ華やかなものであった。
1997年9月5日に長男・良太（のちの三浦獠太）、2002年5月28日に次男・孝太をそれぞれ出産。
一方で、モデルの仕事と子育ても含めた主婦業を両立させ、尚且つ、女性としての身だしなみやオシャレも怠らない。出産後も早々に体型を戻しており、中年となった現在も独身時代と殆ど変わらないスタイルをキープしていることなどから、同性からの支持も高く、しばしば「カリスマ主婦」とキャプションをつけられることもある。

## 出演

### テレビ
- ヤングタウン（MBSラジオ）金曜日
- 夜も一生けんめい。（日本テレビ、1992年10月 - 1993年7月） - 3代目アシスタント

ほか多数

### テレビドラマ
- この胸のときめきを（1989年、フジテレビ）
- 真夜中のテニス（1990年、NHK）
- 不思議な幻燈館（1991年、テレビ朝日系）
- 逢いたい時にあなたはいない…（1991年、フジテレビ） - 古川梢 役
- いつか、サレジオ教会で（1991年、日本テレビ）
- 逃亡者（1992年、フジテレビ）
- 土曜ワイド劇場「探偵・神津恭介の殺人推理11」（1992年9月5日、テレビ朝日） - 清水香織 役
- リツ子 その愛・その死（1992年、テレビ東京）
- 新春どきどき温泉旅館物語（1993年1月1日、フジテレビ）

### 映画
- 稲村ジェーン（1990年） - サトルのガールフレンド 役

### オリジナルビデオ
- 東方見聞録（1993年）

### CM
- グリコ協同乳業「カリフォルニアファームヨーグルト」（1987年）
- キーコーヒー - ちなみに、夫の三浦知良は「ジョージア」のCMに出演していた。
- 三和銀行 - CMソングも歌っていた（「素敵なニュース」作詞：来生えつこ 作曲：来生たかお 編曲：井上鑑）
- アイワ「カセットボーイPL55」（1990年）
- 花王（1992年 - 1993年）

「エッセンシャルコンディショニング」（1992年）
「エッセンシャルダメージケア」（1993年）
「セグレタ」（2018年） など
- ロート製薬
- ダリヤ 「サロンドプロ」
- ハウス食品 「プライムカレー」
- マツダ 「MPV」（2007年）
- ガスト 「新・冷麺」（2011年）
- 小林製薬 「ビスラットゴールド」（2011年）

他

### 広告
- 小田急グループ
- 森永製菓  「ビスケットシリーズ」（2008年 -）
- エレクト-レ
- EDWIN
- スポーティフ

他

## ディスコグラフィー

### シングル
| 発売日         | 規格           | 規格品番       | 面             | タイトル             | 作詞           | 作曲             | 編曲           |
| バップレコード | バップレコード | バップレコード | バップレコード | バップレコード       | バップレコード | バップレコード   | バップレコード |
| -------------- | -------------- | -------------- | -------------- | -------------------- | -------------- | ---------------- | -------------- |
| 1988年6月8日   | EP             | 10307-07       | A              | Marginal             | 三浦徳子       | タケカワユキヒデ | かしぶち哲郎   |
| 1988年6月8日   | 8cmCD          | 20307-10       | B              | 最後のジェラシー     | 青木美恵子     | 青木美恵子       | 宮城純子       |
| 1988年         | EP             | 10310-07       | A              | Diamond Rain         | 三浦徳子       | タケカワユキヒデ | かしぶち哲郎   |
| 1988年         | 8cmCD          | 20310-10       | B              | 夏服のカフェ・テリア | 亜蘭知子       | 小林明子         | 岡田徹         |

### アルバム
| 面 | No. | タイトル                 | 作詞       | 作曲             | 編曲         | 時間 |
| -- | --- | ------------------------ | ---------- | ---------------- | ------------ | ---- |
| A  | 1   | 素直になれたら           | 柿原朱美   | 柿原朱美         | 岡田徹       | 4:59 |
| A  | 2   | Diamond Rain             | 三浦徳子   | タケカワユキヒデ | かしぶち哲郎 | 4:10 |
| A  | 3   | Good－bye Cookie Days    | 宮原芽映   | タケカワユキヒデ | 岡田徹       | 4:46 |
| A  | 4   | 夏服のカフェ・テリア     | 亜蘭知子   | 小林明子         | 岡田徹       | 3:34 |
| A  | 5   | Destiny                  | 青木三枝子 | 青木三枝子       | 明石昌夫     | 4:43 |
| B  | 1   | Marginal                 | 三浦徳子   | タケカワユキヒデ | かしぶち哲郎 | 4:10 |
| B  | 2   | 気ままなドライバー       | 柿原朱美   | 柿原朱美         | かしぶち哲郎 | 4:32 |
| B  | 3   | 腕まくら                 | 亜蘭知子   | 清岡千穂         | かしぶち哲郎 | 5:09 |
| B  | 4   | Friends                  | 三浦徳子   | タケカワユキヒデ | 明石昌夫     | 4:13 |
| B  | 5   | 9月の海－One Side Kiss－ | 設楽りさ子 | 岡田徹           | 岡田徹       | 2:39 |
| B  | 6   | あなたのすべてに         | 亜蘭知子   | 小林明子         | 岡田徹       | 4:14 |

| No. | タイトル               | 作詞       | 作曲         | 編曲     | 時間 |
| --- | ---------------------- | ---------- | ------------ | -------- | ---- |
| 1   | prologue               | -          | さかたかずこ | 明石昌夫 |      |
| 2   | Cinderella Holiday     | 和田加奈子 | 山崎孝       | 山崎孝   |      |
| 3   | 心の天気予報           | 小田佳奈子 | 木元通子     | 明石昌夫 |      |
| 4   | Andante                | 西島繰     | 西島繰       | 山崎孝   |      |
| 5   | 小さな太陽             | 西島繰     | 田村仙蔵     | 明石昌夫 |      |
| 6   | Platonic Blue          | 西島繰     | 渡辺格       | 山崎孝   |      |
| 7   | Fun                    | 西島繰     | 小路隆       | 明石昌夫 |      |
| 8   | いつも待っている       | 小田佳奈子 | 青木美恵子   | 寺島良一 |      |
| 9   | ごきげんいかが？       | 和田加奈子 | 小路隆       | 山崎孝   |      |
| 10  | アンサーフォンにお願い | 和田加奈子 | 西木栄二     | 明石昌夫 |      |
| 11  | はじまり               | 設楽りさ子 | さかたかずこ | 明石昌夫 |      |
| 12  | 最後のジェラシー       | 青木美恵子 | 青木美恵子   | 宮城純子 |      |

| No. | タイトル                     | 作詞       | 作曲         | 編曲         | 時間 |
| --- | ---------------------------- | ---------- | ------------ | ------------ | ---- |
| 1   | Sweet Feeling                | 来生えつこ | 杉真理       | 椎名和夫     |      |
| 2   | たそがれに抱かれて           | 来生えつこ | 岸正之       | 井上鑑       |      |
| 3   | 寄り道しましょ               | 並河祥太   | 平関あきひこ | 平関あきひこ |      |
| 4   | ひとり遊び                   | 小西康陽   | 岩田雅之     | 岩田雅之     |      |
| 5   | Grass                        | 朝水彼方   | 鈴木康博     | 萩田光男     |      |
| 6   | 朝に心染めて                 | 来生えつこ | 佐藤健       | 椎名和夫     |      |
| 7   | 輝きにとどきたい             | 朝水彼方   | 山口美央子   | 萩田光男     |      |
| 8   | 雨のスクリーン               | 朝水彼方   | 平関あきひこ | 平関あきひこ |      |
| 9   | 風の視線                     | 来生えつこ | 鈴木康博     | 西平彰       |      |
| 10  | Apres un reve ～夢のあとで～ | 川村結花   | 川村結花     | 岩田雅之     |      |